# Powiat Trutnov
Powiat Trutnov (czes. Okres Trutnov) – powiat w Czechach, w kraju hradeckim.
Jego siedziba znajduje się w mieście Trutnov. Powierzchnia powiatu wynosi 1 146,78 km², zamieszkuje go 119 780 osób (gęstość zaludnienia wynosi 104,52 mieszkańców na 1 km²). Powiat ten liczy 75 miejscowości, w tym 12 miast.
Od 1 stycznia 2003 powiaty nie są już jednostką podziału administracyjnego Czech. Podział na powiaty zachowały jednak sądy, policja i niektóre inne urzędy państwowe. Został on również zachowany dla celów statystycznych.

## Struktura powierzchni
Według danych z 31 grudnia 2003 powiat ma obszar 1 146,78 km², w tym:
- użytki rolne - 43,88%, w tym 55,26% gruntów ornych
- inne - 56,12%, w tym 82,96% lasów
- liczba gospodarstw rolnych: 540

## Demografia
Dane z 31 grudnia 2003:
| Opis        | Ogółem  | Kobiety       | Mężczyźni     |
| ----------- | ------- | ------------- | ------------- |
| populacja   | 119 780 | 61 300 51,18% | 58 480 48,82% |
| średni wiek | 39      | 41,03         | 37,71         |

- gęstość zaludnienia: 104,52 mieszk./km²
- 69,16% ludności powiatu mieszka w miastach.

## Zatrudnienie
| Mieszkańcy ze stałym zatrudnieniem | 29 864       |
| Średnia pensja miesięczna          | 14 454 koron |
| Bezrobotni                         | 5 799        |
| Stopa bezrobocia                   | 9,69%        |

## Szkolnictwo
W powiecie Trutnov działają:
| Rodzaj szkoły                   | Liczba szkół |
| ------------------------------- | ------------ |
| Przedszkola                     | 60           |
| Szkoły podstawowe               | 57           |
| Gimnazja                        | 5            |
| Szkoły średnie techniczne       | 10           |
| Szkoły średnie ogólnokształcące | 7            |
| Szkoły wyższe                   | 1            |

## Służba zdrowia
| Lekarze                               | 374 |
| Szpitale                              | 4   |
| Specjalistyczne ośrodki terapeutyczne | 9   |
| Gabinety dentystyczne                 | 66  |
| Apteki                                | 22  |

## Miejscowości

### Miasta
Dvůr Králové nad Labem, Hostinné, Janské Lázně, Pec pod Sněžkou, Pilníkov, Rtyně v Podkrkonoší, Svoboda nad Úpou, Špindlerův Mlýn, Trutnov, Úpice, Vrchlabí, Žacléř

### Gminy wiejskie
Batňovice, Bernartice, Bílá Třemešná, Bílé Poličany, Borovnice, Borovnička, Čermná, Černý Důl, Dolní Branná, Dolní Brusnice, Dolní Dvůr, Dolní Kalná, Dolní Lánov, Dolní Olešnice, Doubravice, Dubenec, Hajnice, Havlovice, Horní Brusnice, Horní Kalná, Horní Maršov, Horní Olešnice, Hřibojedy, Chotěvice, Choustníkovo Hradiště, Chvaleč, Jívka, Klášterská Lhota, Kocbeře, Kohoutov, Královec, Kuks, Kunčice nad Labem, Lampertice, Lánov, Lanžov, Libňatov, Libotov, Litíč, Malá Úpa, Malé Svatoňovice, Maršov u Úpice, Mladé Buky, Mostek (powiat Trutnov), Nemojov, Prosečné, Radvanice (powiat Trutnov), Rudník, Stanovice, Staré Buky, Strážné, Suchovršice, Trotina, Třebihošť, Velké Svatoňovice, Velký Vřešťov, Vilantice, Vítězná, Vlčice, Vlčkovice v Podkrkonoší, Zábřezí-Řečice, Zdobín, Zlatá Olešnice.